# Мер Квімбі
Джозеф Фіцгенрі Фітзджеральд «Діамантовий Джо» Квімбі (молодший) — вигаданий персонаж мультсеріалу «Сімпсони». Працює мером міста Спрингфілд. Як і більшість персонажів серіалу, він має багато очевидних вад. Квімбі — прихильник демократії, хоча мало орієнтується у конституції США і правовій системі, хоча виглядає офіціозним, здебільшого грає на публіку. Також Квімбі — відомий бабій, і постійно зраджує дружині, яка дивовижним чином не дізнається про його вчинки. Має щонайменше 4 родини та щонайменше 30 позашлюбних дітей.

## Історія походження персонажу
Як і деякі персонажі мультсеріалу «Сімпсони», образ Джо Квімбі створений на основі реальної особи — місцевого некомпетентного офіцера поліції міста Портленд, штату Орегон, рідного міста творця «Сімпсонів» — Мета Грейнінга. Офіцер був дуже корумпований, і часто брав хабарі від злочинців, а також активно співпрацював з тамтешніми мафіозі.
Ім'я Квімбі «Діамантовий» Джо — це прізвисько місцевого шефа поліції «Діамантового» Джима Парселла, з якого було частково узято цей образ. Прізвище персонажу дав Мет Ґрейнінґ на честь Квімбі Стріт у місті Потрленд.
Джо Квімбі є також пародією на некомпетентних політиків, які беруть хабарі та мало роблять для міста, витрачаючи натомість більшість отриманих грошей на себе, а не потреби міста.

## Основні дані

### Біографія
Квімбі народився у маленькому будинку на південному сході США, який побудував його тато. Він успішно закінчив школу і став головою студентської ради, набравши 2030 голосів з 696 можливих.
Очевидно Квімбі з цього моменту навчився штовхати корупцію. Після закінчення інституту, Квімбі працював коментатором на собачих перегонах. Він також воював у В'єтнамі, і одразу після війни одружився з жінкою, на ім'я Марта.
На весіллі він побачив свою давню подружку, яка була помітно молодша за Марту (якій зараз 47 років), і таємно від дружини домовився про побачення. З того часу Квімбі став подобатись молодим і гарним дівчатам і почав таємно зраджувати своїй жінці.
Скільки років меру, точно невідомо, бо його вік дуже часто варіюється: у 83 випуску коміксу, показано, що Квімбі воював у В'єтнамі, і, отже йому має бути 46-48, а у серії «Ми такими не були» Продавець коміксів і Квімбі були у таборі однолітками, отже йому мусить бути 45. Хоча у 58 випуску коміксу «Сімпсони» було виставлено таблицю з віком периферичних персонажів, де вік Квімбі був позначений як 57, а у серії «Пригадуючи Мардж», Гомер та Квімбі були однолітками. Отже, його вік у межах 38-57 років, отже йому у середньому приблизно 50.

### Політика
Джо Квімбі — прихильник демократії, і отримав звання мера за рік до початку серіалу. Також Квімбі є відомим корупціонером,
і кілька разів про це відкрито заявляв, що буде боротися з корупцією на доступному йому рівні. Попри загальну некомпетентність та очевидні вади, Джо має підтримку жителів Спрингфілда, бо хоч якось керує містом і тримає його на достатньо високому економічному рівні.
Також на посту Квімбі регулярно здійснює поїздки на екзотичні острови коштом бюджету міста. Квімбі є дуже хитрим, і часто домагається своєї частки грошей, що йде у бюджет міста, наприклад, майже привласнює собі мільйон доларів з трьох мільйонів, які
оплатив Бернс за сховище ядерних відходів у місцевому парку, але Ліса швидко його викрила (серія «Мардж проти монорейки»).
Основне гасло Квімбі «Голосуйте за Квімбі! Він би проголосував за вас.». Цю фразу Квімбі каже дуже часто, виступаючи перед публікою, і навіть під час сексу з одною з коханок. Бігборди за підтримку Квімбі можна побачити у грі «The Simpsons:Hit&Run» , де також їздять спеціальні вантажівки з клаксоном із записом голосу «Голосуйте за Квімбі!»
Квімбі робить і чимало інших промахів, зумовлених некомпетентністю: він неодноразово фальсифікував гроші, щоб розрахуватися за борги та використавши свою коронну фразу: «Ой, вибачте, випадково», знову залишився на посту мера. У серії «Вони врятували Лісин мозок», члени Спрингфілдської спілки Mensa (Ліса, Продавець коміксів, Ліндсі Нейджл та інші), викрили мера на гарячому, звільнили його, і стали самі керувати містом.

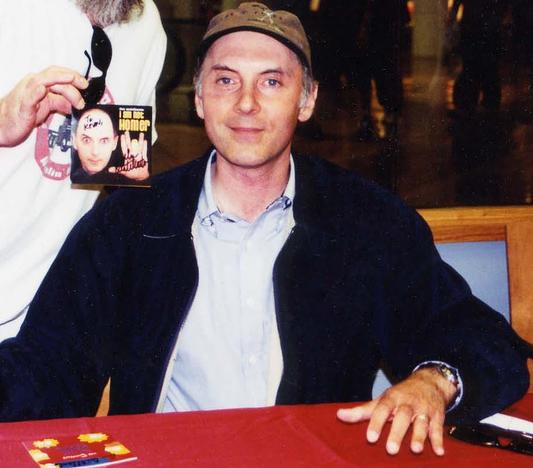
Ден Кастелланета, голос Квімбі.

### Риси характеру
Квімбі — відомий бабій. Він і при дружині не соромиться бути з «другою родиною». Зраджувати дружині Квімбі навчився ще з молодості, на своєму весіллі — він домовився про побачення з давньою шкільною подружкою. У Квімбі величезна кількість коханок, усі вони значно молодші за нього, проте на різницю у віці Квімбі не зважає. У різних серіях показані незаперечні докази зради Квімбі — наприклад, відеозапис Віллі або Агнес Скіннер та інших людей Спрингфілда. Квімбі можна часто побачити у ліжку то з блондинкою Катрін «Міс Ножиці», або з неграмотною дівчиною на прізвисько «Міс Спрингфілд». Квімбі також не соромиться фліртувати зі старшими за його коханок жінками — він хотів секретно одружитися з Едною Крабапель та Моральною дамочкою, остання з двох втратила свідомість, почувши пропозицію. Також він має дитину від Кукі Кван. Проте алібі у Джо просто «залізне»: Квімбі вигадує, що просто спілкується з виборцями у своєму домі, хоча насправді просто ховає коханок таким чином. Докази про загравання Квімбі з коханками можна спостерігати майже у кожній серії «Сімпсонів».
Також мер є відомим розтратником грошей — у різних серіях показується, що він коштом міського бюджету дозволяє собі поїздки у будь-яку точку світу, при чому цього узагалі не соромиться. У серії «Цукерки і гірка Мардж», показано, що його обличчя настільки адаптувалося до затемнених окулярів, що шкіра під очима геть зблідла, а засмага роками не сходить з його обличчя. Також мер за міські кошти будує власний будинок. Хоча, згідно з його зарплатнею мера, Квімбі не видається надто багатим і живе у квартирі, він ховає усі свої прибутки від жінки у своєму робочому кабінеті. Більшість грошей він заробляє, отримуючи хабарі, наприклад, від жирного Тоні, який своєю чергою фальсифікує вибори.
Також Квімбі дуже часто видає звуки під час промов на кшталт «мн», «ееем» тощо, думаючи як краще збрехати, або відчуваючи невпевненість свого положення.
Попри корумпованість і некомпетентність, Джо лишається турботливою і доброю людиною, та любить усі свої сім'ї без винятку.

### Родина
Багатоженство Квімбі також супроводжується численними незаконнонародженими дітьми. У серії «Є дещо про весілля» Джо був звинувачений у сексуальних домаганнях до одразу 27 жінок, більшість з яких народили від нього дітей. Серед його коханок була і Кукі Кван, яка народила хлопчика. Джо злякався і вирішив віддати дитину своєму охоронцеві, що дуже пристав на його пропозицію.
Точна кількість незаконних дітей Квімбі невідома; у мера також є 4 інших родини, у яких по 4 дітей у кожній, ще 5 незаконнонароджених дітей і понад 20 від його коханок (звичайних мешканок Спрингфілда). Отже, у сумі Квімбі має мати приблизно 35-45 дітей, хоча невідомо, чи у нього є рідні діти.
Також Квімбі має певні родинні зв'язки з родиною Райнера Вольфкасла завдяки своїй дружині Марті. У нього також є брат Кловіс (у серії «Хата жахів III» Ліса казала, що їхнього кота Сніжка I збив на машині брат мера Квімбі Кловіс, але через любов до усіх людей Ліса не захотіла подавати на Кловіса у суд). Також у мера 18-річний племінник Фред, що був безпідставно звинувачений у спробі вбивства кухаря, але він був не винен (це слідству довів Барт). Окрім цього, є безліч неназваних родичів Квімбі, а також його позашлюбних дітей.